# Всесвітній день усмішки

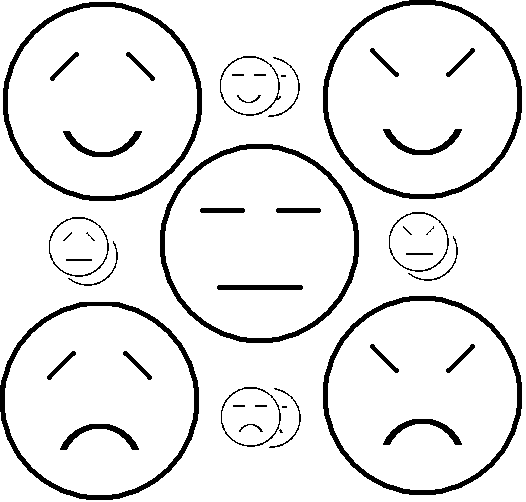

Всесві́тній день усмішки відзначається щорічно в першу п'ятницю жовтня.

## Передісторія свята
«State Mutual Life Assurance Company of America» звернулась з проханням до художника Гарві Белла (англ. Harvey Ball) придумати який-небудь яскравий символ — візитну картку компанії. Буквально за десять хвилин Гарві придумав і намалював так званий смайлик. Сталося це у 1963 році. Замовники прийняли роботу, заплатили Беллу півсотні доларів, виготовили значки з усміхненим обличчям і роздали всьому персоналу компанії. Успіх такої «візитки» перевершив всі очікування. Клієнти компанії були в захваті від нововведення — буквально через кілька місяців було випущено більше десяти тисяч значків!
Зовсім скоро миле обличчя з усмішкою стало з'являтися на футболках, бейсболках, конвертах, листівках, сірникових коробках. Навіть поштове відомство США випустило марку з цим символом.

## Історія свята
Белл вірив, що створений ним смайл давно перестав бути комерційним символом, а став інтернаціональним символом гарного настрою і усмішки. Тоді він вирішив створити Всесвітній день усмішки, який із 1999 року відзначають у першу п'ятницю жовтня.
Девізом свята  стала фраза: «Зроби добру справу. Допоможи хоча б одній людині усміхнутися».
Офіційним спонсором Всесвітнього дня усмішки із 2001 року виступає створена після смерті Гарві Белла організація — World Smile Foundation.